# Санта-Элена-де-Уайрен
Санта-Элена-де-Уайре́н (исп. Santa Elena de Uairén) — город в Венесуэле.

## География и экономика
Город Санта-Элена-де-Уайрен находится на юго-востоке Венесуэлы, близ её границ с Бразилией и Гайаной, на реке Уайрен. Административно он входит в венесуэльский штат Боливар. Численность населения составляет 29 795 человек (на 2006 год).
Санта-Элена-де-Уайрен расположена посреди Большого Плато (La Gran Sabana) рядом с национальным парком Канайма и водопадами Анхель, куда организуются многочисленные туристические путешествия. Кроме этого, город играет важную роль в пограничной венесуэло-бразильской торговле, а также вывозе добываемой в этом регионе Венесуэлой и Бразилией нефти. Поблизости находится рудник Запата, где добывается золото.

## История
Город Санта-Элена-де-Уайрен был основан промышленником Лукасом Фернандесом Пенья в связи с обнаруженными здесь месторождениями алмазов и назван Эленой в честь дочери своего основателя. Имя «Уайрен» он получил по названию протекающей мимо реки. В 1999 году Санта-Элена был объявлен зоной свободной торговли, после чего в выходные дни он заполняется покупателями из соседней Бразилии, приезжающими за недорогими продуктами питания, электротоварами, трикотажными изделиями и т. п.
Население города и его окрестностей составляют в большинстве своём представители индейских народностей.